# Back to Basics
Back to Basics er titlen på den amerikanske sangerinde, Christina Aguileras tredje studiealbum, udgivet den 15. august 2006 i USA, 14. august i visse lande i Europa, 9. august i Japan og Italien og 12. august i Australien.